# Gertrud Künzler
Gertrud Künzler ist eine  ehemalige deutsche Handballspielerin, die für den Karlsruher Turnverein 1846 startete.
Künzler gehörte bei der Feldhandball-Weltmeisterschaft der Frauen 1956 dem deutschen Team an, das sich in der Sportschule Schöneck bis zum 30. Juni 1956 vorbereitete. Im Hauptrundenspiel gegen Jugoslawien am 1. Juli 1956 erzielte sie in ihrem ersten Länderspiel beim 5:2-Erfolg im heimischen Wildparkstadion ein Tor. Nach dem Gruppensieg musste man sich am 8. Juli im Finale Rumänien geschlagen geben. 